# Collegio elettorale di Pergine Valsugana (Senato della Repubblica)
Il collegio di Pergine Valsugana fu un collegio elettorale uninominale della Repubblica Italiana appartenente alla Circoscrizione Trentino-Alto Adige; fu utilizzato per eleggere un senatore della Repubblica dalla I alla XVII legislatura. Il collegio è stato sostituito, in occasione delle elezioni politiche del 2018, dal collegio uninominale Trentino-Alto Adige - 06.

## Storia
Il collegio venne creato nel 1948 secondo la legge n. 29 del 6 febbraio 1948 la quale, pur basandosi sull'impianto proporzionale in vigore per la Camera, rispetto a quest'ultima conteneva alcuni piccoli correttivi in senso maggioritario. Tale legge ebbe il suo definitivo perfezionamento col Testo Unico n°361 del 1957. Differentemente dalla Camera, la legge elettorale del Senato si articolava su base regionale, seguendo il dettato costituzionale (art.57). Ogni Regione era suddivisa in tanti collegi uninominali quanti erano i seggi ad essa assegnati. All'interno di ciascun collegio, veniva eletto il candidato che avesse raggiunto il quorum del 65% delle preferenze: tale soglia, oggettivamente di difficilissimo conseguimento, tradiva l'impianto proporzionale su cui era concepito anche il sistema elettorale della Camera Alta. Qualora, come normalmente avveniva, nessun candidato avesse conseguito l'elezione, i voti di tutti i candidati venivano raggruppati in liste di partito a livello regionale, dove i seggi venivano allocati utilizzando il metodo D'Hondt delle maggiori medie statistiche e quindi, all'interno di ciascuna lista, venivano dichiarati eletti i candidati con le migliori percentuali di preferenza.
Nel 1993, con la cosiddetta Legge Mattarella (Legge n. 276, Norme per l'elezione del Senato della Repubblica), attuata in seguito al referendum abrogativo del 1993, venne istituito per la Camera dei deputati e per il Senato della Repubblica un sistema di elezione misto, in parte maggioritario e in parte proporzionale. Il 75% dei parlamentari dell'assemblea veniva eletto in collegi uninominali tramite sistema maggioritario a turno unico; il restante 25% al Senato veniva eletto tramite recupero proporzionale dei più votati non eletti attraverso un meccanismo di calcolo denominato "scorporo", cioè sottraendo dal conteggio dei voti totali di una lista nella parte proporzionale i voti ottenuti dai candidati collegati alla medesima lista che erano eletti nei collegi uninominali con il sistema maggioritario.
Diversamente dal resto d'Italia, in Trentino-Alto Adige i collegi non vennero aboliti con la promulgazione della legge elettorale successiva, la cosiddetta Legge Calderoli, che per il resto d'Italia prevedeva un sistema proporzionale con premio di maggioranza, che al Senato veniva attribuito a livello regionale. Il Trentino-Alto Adige continuò pertanto fino all'attuale Legge Rosato ad eleggere i deputati con collegi uninominali, mantenuti seppur con nome diverso all'interno della Legge Rosato.

## 1948-1993

### Territorio
Il collegio di Pergine Valsugana era uno dei 6 collegi uninominali in cui era suddiviso il Trentino-Alto Adige; comprendeva i seguenti comuni: Baselga di Piné, Bedollo, Bieno, Borgo Valsugana, Calceranica al Lago, Caldonazzo, Campitello di Fassa (dal 1958), Canal San Bovo, Canazei, Capriana, Carano, Carzano, Castello Tesino, Castello-Molina di Fiemme, Castelnuovo, Cavalese, Centa San Nicolò, Cinte Tesino, Daiano, Fiera di Primiero, Fierozzo (dal 1958), Frassilongo, Grigno, Imer, Ivano Fracena, Levico Terme, Mazzin, Mezzano, Moena, Novaledo, Ospedaletto (dal 1958), Palù del Fersina, Panchià, Pergine Valsugana, Pieve Tesino, Pozza di Fassa, Predazzo, Roncegno Terme, Ronchi Valsugana, Sagron Mis, Samone, Sant'Orsola Terme, Scurelle, Siror, Soraga di Fassa, Spera, Strigno, Telve, Telve di Sopra, Tenna, Tesero, Tonadico, Torcegno, Transacqua, Valfloriana, Varena, Vignola-Falesina (dal 1958), Vigo di Fassa, Villa Agnedo e Ziano di Fiemme. In occasione delle elezioni del 1992 ne hanno fatto parte anche i comuni di Bosentino, Civezzano, Fornace, Lavarone, Luserna, Vattaro e Vigolo Vattaro.

### Dati elettorali

#### I legislatura
|                               | Angelo Giacomo Mott ✔️ Eletto | Democrazia Cristiana          | 34 942 | 77,42 |  |  |  |  |  |
|                               | Giuseppe Zieger               | Fronte Democratico Popolare   | 4 337  | 9,61  |  |  |  |  |  |
|                               | Sigismondo Manci              | Partito Repubblicano Italiano | 4 334  | 9,60  |  |  |  |  |  |
|                               | Dante Sartori                 | Blocco Nazionale              | 1 522  | 3,37  |  |  |  |  |  |
| Totale                        | Totale                        | Totale                        | 45 135 | 100   |  |  |  |  |  |
|                               |                               |                               |        |       |  |  |  |  |  |
| Voti non validi               | Voti non validi               | Voti non validi               | 3 606  | 7,40  |  |  |  |  |  |
| Votanti                       | Votanti                       | Votanti                       | 48 741 | 91,55 |  |  |  |  |  |
| Elettori                      | Elettori                      | Elettori                      | 53 242 |       |  |  |  |  |  |
|                               |                               |                               |        |       |  |  |  |  |  |
| Data: 18 aprile 1948          |                               |                               |        |       |  |  |  |  |  |
| Fonte: Ministero dell'interno |                               |                               |        |       |  |  |  |  |  |

#### II legislatura
|                               | Angelo Giacomo Mott ✔️ Eletto | Democrazia Cristiana                    | 35 081 | 73,85 |  |  |  |  |  |
|                               | Giuseppe Ferrandi             | Partito Socialista Italiano             | 6 107  | 12,86 |  |  |  |  |  |
|                               | Lino Giacomini                | Partito Socialista Democratico Italiano | 3 980  | 8,38  |  |  |  |  |  |
|                               | Emanuele Slomp                | Movimento Sociale Italiano              | 1 434  | 3,02  |  |  |  |  |  |
|                               | Ezio Garbari                  | Partito Liberale Italiano               | 900    | 1,89  |  |  |  |  |  |
| Totale                        | Totale                        | Totale                                  | 47 502 | 100   |  |  |  |  |  |
|                               |                               |                                         |        |       |  |  |  |  |  |
| Voti non validi               | Voti non validi               | Voti non validi                         | 2 892  | 5,74  |  |  |  |  |  |
| Votanti                       | Votanti                       | Votanti                                 | 50 394 | 92,35 |  |  |  |  |  |
| Elettori                      | Elettori                      | Elettori                                | 54 570 |       |  |  |  |  |  |
|                               |                               |                                         |        |       |  |  |  |  |  |
| Data: 7 giugno 1953           |                               |                                         |        |       |  |  |  |  |  |
| Fonte: Ministero dell'interno |                               |                                         |        |       |  |  |  |  |  |

#### III legislatura
|                               | Angelo Giacomo Mott ✔️ Eletto | Democrazia Cristiana         | 35 404 | 72,84 |  |  |  |  |  |
|                               | Adriano Libardoni             | Partito Socialista Italiano  | 8 023  | 16,51 |  |  |  |  |  |
|                               | Max Von Roggla                | Partito Popolare Sudtirolese | 2 353  | 4,84  |  |  |  |  |  |
|                               | Pompilio Aste                 | Partito Liberale Italiano    | 1 618  | 3,33  |  |  |  |  |  |
|                               | Emanuele Slomp                | Movimento Sociale Italiano   | 1 204  | 2,48  |  |  |  |  |  |
| Totale                        | Totale                        | Totale                       | 48 602 | 100   |  |  |  |  |  |
|                               |                               |                              |        |       |  |  |  |  |  |
| Voti non validi               | Voti non validi               | Voti non validi              | 3 700  | 7,07  |  |  |  |  |  |
| Votanti                       | Votanti                       | Votanti                      | 52 302 | 92,53 |  |  |  |  |  |
| Elettori                      | Elettori                      | Elettori                     | 56 522 |       |  |  |  |  |  |
|                               |                               |                              |        |       |  |  |  |  |  |
| Data: 25 maggio 1958          |                               |                              |        |       |  |  |  |  |  |
| Fonte: Ministero dell'interno |                               |                              |        |       |  |  |  |  |  |

#### IV legislatura
|                                                                                | Angelo Giacomo Mott ✔️ Eletto | Democrazia Cristiana                    | 30 916 | 63,31 |  |  |  |  |  |
|                                                                                | M. Vinante                    | Partito Socialista Italiano             | 8 226  | 16,85 |  |  |  |  |  |
|                                                                                | P. Brandstetter               | Partito Socialista Democratico Italiano | 3 151  | 6,45  |  |  |  |  |  |
|                                                                                | E. Garbari                    | Partito Liberale Italiano               | 2 193  | 4,49  |  |  |  |  |  |
|                                                                                | C. Scotoni                    | Partito Comunista Italiano              | 2 096  | 4,29  |  |  |  |  |  |
|                                                                                | A. Sand                       | Partito Popolare Sudtirolese            | 1 474  | 3,02  |  |  |  |  |  |
|                                                                                | Emanuele Slomp                | Movimento Sociale Italiano              | 774    | 1,59  |  |  |  |  |  |
| Totale                                                                         | Totale                        | Totale                                  | 48 830 | 100   |  |  |  |  |  |
|                                                                                |                               |                                         |        |       |  |  |  |  |  |
| Voti non validi                                                                | Voti non validi               | Voti non validi                         | 2 460  | 4,80  |  |  |  |  |  |
| Votanti                                                                        | Votanti                       | Votanti                                 | 51 290 | 90,99 |  |  |  |  |  |
| Elettori                                                                       | Elettori                      | Elettori                                | 56 368 |       |  |  |  |  |  |
|                                                                                |                               |                                         |        |       |  |  |  |  |  |
| Nota: quorum del 65% non raggiunto; ripartizione dei seggi a livello regionale |                               |                                         |        |       |  |  |  |  |  |
| Data: 28 aprile 1963                                                           |                               |                                         |        |       |  |  |  |  |  |
| Fonte: Ministero dell'interno                                                  |                               |                                         |        |       |  |  |  |  |  |

#### V legislatura
|                                                                                | Remo Segnana ✔️ Eletto | Democrazia Cristiana          | 32 127 | 64,59 |  |  |  |  |  |
|                                                                                | G. Bondi               | PSI-PSDI Unificati            | 6 867  | 13,81 |  |  |  |  |  |
|                                                                                | G. Pojer               | PCI - PSIUP                   | 3 992  | 8,03  |  |  |  |  |  |
|                                                                                | B. Zenghellini         | Partito Popolare Sudtirolese  | 3 589  | 7,22  |  |  |  |  |  |
|                                                                                | V. Moschen             | Partito Liberale Italiano     | 2 142  | 4,31  |  |  |  |  |  |
|                                                                                | Emanuele Slomp         | Movimento Sociale Italiano    | 753    | 1,51  |  |  |  |  |  |
|                                                                                | S. Bailoni             | Partito Repubblicano Italiano | 267    | 0,54  |  |  |  |  |  |
| Totale                                                                         | Totale                 | Totale                        | 49 737 | 100   |  |  |  |  |  |
|                                                                                |                        |                               |        |       |  |  |  |  |  |
| Voti non validi                                                                | Voti non validi        | Voti non validi               | 2 421  | 4,64  |  |  |  |  |  |
| Votanti                                                                        | Votanti                | Votanti                       | 52 158 | 91,86 |  |  |  |  |  |
| Elettori                                                                       | Elettori               | Elettori                      | 56 782 |       |  |  |  |  |  |
|                                                                                |                        |                               |        |       |  |  |  |  |  |
| Nota: quorum del 65% non raggiunto; ripartizione dei seggi a livello regionale |                        |                               |        |       |  |  |  |  |  |
| Data: 19 maggio 1968                                                           |                        |                               |        |       |  |  |  |  |  |
| Fonte: Ministero dell'interno                                                  |                        |                               |        |       |  |  |  |  |  |

#### VI legislatura
|                                                                                | Remo Segnana ✔️ Eletto | Democrazia Cristiana                    | 31 580 | 62,28 |  |  |  |  |  |
|                                                                                | B. Zanghellini         | PPST - PPTT                             | 4 790  | 9,45  |  |  |  |  |  |
|                                                                                | M. Felicetti           | PCI - PSIUP                             | 4 459  | 8,79  |  |  |  |  |  |
|                                                                                | Gian Antonio Piazzi    | Partito Socialista Italiano             | 4 141  | 8,17  |  |  |  |  |  |
|                                                                                | A. Rossi               | Partito Socialista Democratico Italiano | 2 492  | 4,91  |  |  |  |  |  |
|                                                                                | V. Moschen             | Partito Liberale Italiano               | 1 233  | 2,43  |  |  |  |  |  |
|                                                                                | R. Preve Ceccon        | Movimento Sociale Italiano              | 1 085  | 2,14  |  |  |  |  |  |
|                                                                                | B. Cazzanelli          | Partito Repubblicano Italiano           | 925    | 1,82  |  |  |  |  |  |
| Totale                                                                         | Totale                 | Totale                                  | 50 705 | 100   |  |  |  |  |  |
|                                                                                |                        |                                         |        |       |  |  |  |  |  |
| Voti non validi                                                                | Voti non validi        | Voti non validi                         | 2 309  | 4,36  |  |  |  |  |  |
| Votanti                                                                        | Votanti                | Votanti                                 | 53 014 | 92,81 |  |  |  |  |  |
| Elettori                                                                       | Elettori               | Elettori                                | 57 123 |       |  |  |  |  |  |
|                                                                                |                        |                                         |        |       |  |  |  |  |  |
| Nota: quorum del 65% non raggiunto; ripartizione dei seggi a livello regionale |                        |                                         |        |       |  |  |  |  |  |
| Data: 7 maggio 1972                                                            |                        |                                         |        |       |  |  |  |  |  |
| Fonte: Ministero dell'interno                                                  |                        |                                         |        |       |  |  |  |  |  |

#### VII legislatura
|                                                                                | Remo Segnana ✔️ Eletto | Democrazia Cristiana         | 28 093 | 55,09 |  |  |  |  |  |
|                                                                                | Enrico Pruner          | Partito Popolare Sudtirolese | 7 292  | 14,30 |  |  |  |  |  |
|                                                                                | Lamberto Ravagnani     | Partito Comunista Italiano   | 6 562  | 12,87 |  |  |  |  |  |
|                                                                                | Renato Ballardini      | Partito Socialista Italiano  | 5 085  | 9,97  |  |  |  |  |  |
|                                                                                | Luigi Mattei           | PLI - PRI - PSDI             | 2 678  | 5,25  |  |  |  |  |  |
|                                                                                | Giuseppe Mutalipassi   | Movimento Sociale Italiano   | 885    | 1,74  |  |  |  |  |  |
|                                                                                | August Pardatscher     | Tirol                        | 397    | 0,78  |  |  |  |  |  |
| Totale                                                                         | Totale                 | Totale                       | 50 992 | 100   |  |  |  |  |  |
|                                                                                |                        |                              |        |       |  |  |  |  |  |
| Voti non validi                                                                | Voti non validi        | Voti non validi              | 2 456  | 4,60  |  |  |  |  |  |
| Votanti                                                                        | Votanti                | Votanti                      | 53 448 | 92,73 |  |  |  |  |  |
| Elettori                                                                       | Elettori               | Elettori                     | 57 641 |       |  |  |  |  |  |
|                                                                                |                        |                              |        |       |  |  |  |  |  |
| Nota: quorum del 65% non raggiunto; ripartizione dei seggi a livello regionale |                        |                              |        |       |  |  |  |  |  |
| Data: 20 giugno 1976                                                           |                        |                              |        |       |  |  |  |  |  |
| Fonte: Ministero dell'interno                                                  |                        |                              |        |       |  |  |  |  |  |

#### VIII legislatura
|                                                                                | Remo Segnana ✔️ Eletto     | Democrazia Cristiana                             | 26 887 | 53,14 |  |  |  |  |  |
|                                                                                | Sergio Fontanari ✔️ Eletto | Partito Popolare Sudtirolese                     | 7 983  | 15,78 |  |  |  |  |  |
|                                                                                | F. Tonon                   | Partito Comunista Italiano                       | 5 669  | 11,20 |  |  |  |  |  |
|                                                                                | Livio Labor                | Partito Socialista Italiano                      | 4 238  | 8,38  |  |  |  |  |  |
|                                                                                | F. Gasperetti              | Partito Socialista Democratico Italiano          | 1 800  | 3,56  |  |  |  |  |  |
|                                                                                | C. Pacher                  | Partito Radicale                                 | 1 319  | 2,61  |  |  |  |  |  |
|                                                                                | E. Jenny                   | Partito Repubblicano Italiano - PST - Prog. Soc. | 1 002  | 1,98  |  |  |  |  |  |
|                                                                                | G. Del Piccolo             | Movimento Sociale Italiano                       | 816    | 1,61  |  |  |  |  |  |
|                                                                                | G. Egitto                  | Partito Liberale Italiano                        | 646    | 1,28  |  |  |  |  |  |
|                                                                                | L. Nardin in Hartwig       | Costituente di Destra - Democrazia Nazionale     | 239    | 0,47  |  |  |  |  |  |
| Totale                                                                         | Totale                     | Totale                                           | 50 599 | 100   |  |  |  |  |  |
|                                                                                |                            |                                                  |        |       |  |  |  |  |  |
| Voti non validi                                                                | Voti non validi            | Voti non validi                                  | 3 238  | 6,01  |  |  |  |  |  |
| Votanti                                                                        | Votanti                    | Votanti                                          | 53 837 | 89,76 |  |  |  |  |  |
| Elettori                                                                       | Elettori                   | Elettori                                         | 59 977 |       |  |  |  |  |  |
|                                                                                |                            |                                                  |        |       |  |  |  |  |  |
| Nota: quorum del 65% non raggiunto; ripartizione dei seggi a livello regionale |                            |                                                  |        |       |  |  |  |  |  |
| Data: 3 giugno 1979                                                            |                            |                                                  |        |       |  |  |  |  |  |
| Fonte: Ministero dell'interno                                                  |                            |                                                  |        |       |  |  |  |  |  |

#### IX legislatura
|                                                                                | Giorgio Postal ✔️ Eletto   | Democrazia Cristiana                    | 22 079 | 45,57 |  |  |  |  |  |
|                                                                                | Lionello Bertoldi          | Partito Comunista Italiano              | 5 550  | 11,46 |  |  |  |  |  |
|                                                                                | Enrico Pruner              | Partito Popolare Trentino Tirolese      | 4 859  | 10,03 |  |  |  |  |  |
|                                                                                | Gian Antonio Piazzi        | Partito Socialista Italiano             | 4 249  | 8,77  |  |  |  |  |  |
|                                                                                | Sergio Fontanari ✔️ Eletto | Partito Popolare Sudtirolese            | 4 211  | 8,69  |  |  |  |  |  |
|                                                                                | Gianni Pavanelli           | Partito Repubblicano Italiano           | 2 700  | 5,57  |  |  |  |  |  |
|                                                                                | Remigio Braito             | Partito Socialista Democratico Italiano | 1 477  | 3,05  |  |  |  |  |  |
|                                                                                | Giuseppe Vendramin         | Movimento Sociale Italiano              | 1 230  | 2,54  |  |  |  |  |  |
|                                                                                | Lorenza Bonvecchio         | Partito Radicale                        | 1 038  | 2,14  |  |  |  |  |  |
|                                                                                | Alberto Crespi             | Partito Liberale Italiano               | 965    | 1,99  |  |  |  |  |  |
|                                                                                | Rino Baroni                | Lista per Trieste                       | 90     | 0,19  |  |  |  |  |  |
| Totale                                                                         | Totale                     | Totale                                  | 48 448 | 100   |  |  |  |  |  |
|                                                                                |                            |                                         |        |       |  |  |  |  |  |
| Voti non validi                                                                | Voti non validi            | Voti non validi                         | 5 922  | 10,89 |  |  |  |  |  |
| Votanti                                                                        | Votanti                    | Votanti                                 | 54 370 | 88,34 |  |  |  |  |  |
| Elettori                                                                       | Elettori                   | Elettori                                | 61 545 |       |  |  |  |  |  |
|                                                                                |                            |                                         |        |       |  |  |  |  |  |
| Nota: quorum del 65% non raggiunto; ripartizione dei seggi a livello regionale |                            |                                         |        |       |  |  |  |  |  |
| Data: 26 giugno 1983                                                           |                            |                                         |        |       |  |  |  |  |  |
| Fonte: Ministero dell'interno                                                  |                            |                                         |        |       |  |  |  |  |  |

#### X legislatura
|                                                                                | Giorgio Postal ✔️ Eletto | Democrazia Cristiana           | 24 481 | 48,42 |  |  |  |  |  |
|                                                                                | C. Andreotti             | Partito Popolare Sudtirolese   | 7 033  | 13,91 |  |  |  |  |  |
|                                                                                | A. Pietracci             | PSI - PSDI - PR - Verdi        | 6 919  | 13,69 |  |  |  |  |  |
|                                                                                | F. Alfaré                | Partito Comunista Italiano     | 5 262  | 10,41 |  |  |  |  |  |
|                                                                                | R. Preve Ceccon          | Movimento Sociale Italiano     | 1 978  | 3,91  |  |  |  |  |  |
|                                                                                | Q. Bezzi                 | Partito Repubblicano Italiano  | 1 865  | 3,69  |  |  |  |  |  |
|                                                                                | I. Cattoni               | Democrazia Proletaria          | 1 191  | 2,36  |  |  |  |  |  |
|                                                                                | A. Vigna                 | Partito Liberale Italiano      | 975    | 1,93  |  |  |  |  |  |
|                                                                                | M. Turatti               | Liga Veneta - Pensionati Uniti | 700    | 1,38  |  |  |  |  |  |
|                                                                                | R. Luretigh              | Alleanza Popolare Pensionati   | 153    | 0,30  |  |  |  |  |  |
| Totale                                                                         | Totale                   | Totale                         | 50 557 | 100   |  |  |  |  |  |
|                                                                                |                          |                                |        |       |  |  |  |  |  |
| Voti non validi                                                                | Voti non validi          | Voti non validi                | 5 093  | 9,15  |  |  |  |  |  |
| Votanti                                                                        | Votanti                  | Votanti                        | 55 650 | 87,44 |  |  |  |  |  |
| Elettori                                                                       | Elettori                 | Elettori                       | 63 645 |       |  |  |  |  |  |
|                                                                                |                          |                                |        |       |  |  |  |  |  |
| Nota: quorum del 65% non raggiunto; ripartizione dei seggi a livello regionale |                          |                                |        |       |  |  |  |  |  |
| Data: 14 giugno 1987                                                           |                          |                                |        |       |  |  |  |  |  |
| Fonte: Ministero dell'interno                                                  |                          |                                |        |       |  |  |  |  |  |

#### XI legislatura
|                                                                                | Giorgio Postal ✔️ Eletto | Democrazia Cristiana                 | 23 073 | 38,30 |  |  |  |  |  |
|                                                                                | Erminio Boso ✔️ Eletto   | Lega Lombarda                        | 10 417 | 17,29 |  |  |  |  |  |
|                                                                                | Ezio Anesi ✔️ Eletto     | Partito Socialista Italiano          | 7 432  | 12,34 |  |  |  |  |  |
|                                                                                | Enzo Paiar               | Partito Popolare Sudtirolese         | 4 181  | 6,94  |  |  |  |  |  |
|                                                                                | Giuliano Pontara         | Senza Confini                        | 4 177  | 6,93  |  |  |  |  |  |
|                                                                                | Marco Boato              | Federazione dei Verdi                | 3 542  | 5,88  |  |  |  |  |  |
|                                                                                | Germano Croce            | Partito Repubblicano Italiano        | 2 817  | 4,68  |  |  |  |  |  |
|                                                                                | Giuseppe Vendramin       | Movimento Sociale Italiano           | 1 956  | 3,25  |  |  |  |  |  |
|                                                                                | Giulio Giovannini        | Partito Liberale Italiano            | 1 872  | 3,11  |  |  |  |  |  |
|                                                                                | Saverio Paoli            | Federalismo - Pensionati Uomini Vivi | 772    | 1,28  |  |  |  |  |  |
| Totale                                                                         | Totale                   | Totale                               | 60 239 | 100   |  |  |  |  |  |
|                                                                                |                          |                                      |        |       |  |  |  |  |  |
| Voti non validi                                                                | Voti non validi          | Voti non validi                      | 4 841  | 7,44  |  |  |  |  |  |
| Votanti                                                                        | Votanti                  | Votanti                              | 65 080 | 88,57 |  |  |  |  |  |
| Elettori                                                                       | Elettori                 | Elettori                             | 73 477 |       |  |  |  |  |  |
|                                                                                |                          |                                      |        |       |  |  |  |  |  |
| Nota: quorum del 65% non raggiunto; ripartizione dei seggi a livello regionale |                          |                                      |        |       |  |  |  |  |  |
| Data: 5 aprile 1992                                                            |                          |                                      |        |       |  |  |  |  |  |
| Fonte: Ministero dell'interno                                                  |                          |                                      |        |       |  |  |  |  |  |

## 1993-2017

### Territorio
Il collegio di Pergine Valsugana era uno dei 6 collegi uninominali in cui era suddiviso il Trentino-Alto Adige; comprendeva i seguenti comuni: Baselga di Piné, Bedollo, Bieno, Borgo Valsugana, Bosentino, Calceranica al Lago, Caldonazzo, Campitello di Fassa, Canal San Bovo, Canazei, Capriana, Carano, Carzano, Castello Tesino, Castello-Molina di Fiemme, Castelnuovo, Cavalese, Centa San Nicolò, Cinte Tesino, Civezzano, Daiano, Fiera di Primiero, Fierozzo, Fornace, Frassilongo, Grigno, Imer, Ivano Fracena, Lavarone, Levico Terme, Luserna, Mazzin, Mezzano, Moena, Novaledo, Ospedaletto, Palù del Fersina, Panchià, Pergine Valsugana, Pieve Tesino, Pozza di Fassa, Predazzo, Roncegno Terme, Ronchi Valsugana, Sagron Mis, Samone, Sant'Orsola Terme, Scurelle, Siror, Soraga di Fassa, Spera, Strigno, Telve, Telve di Sopra, Tenna, Tesero, Tonadico, Torcegno, Transacqua, Valfloriana, Varena, Vattaro, Vignola-Falesina, Vigo di Fassa, Vigolo Vattaro, Villa Agnedo e Ziano di Fiemme. 
| Elezione | Elezione | Senatore        | Partito                   |
| -------- | -------- | --------------- | ------------------------- |
|          | 1994     | Erminio Boso    | Polo delle Libertà (LN)   |
|          | 1996     | Renzo Gubert    | Polo per le Libertà (CCD) |
|          | 2001     | Renzo Gubert    | Casa delle Libertà (CCD)  |
|          | 2006     | Giacomo Santini | Casa delle Libertà (FI)   |
|          | 2008     | Giacomo Santini | Il Popolo della Libertà   |
|          | 2013     | Giorgio Tonini  | SV-PATT-PD-UPT            |

### Dati elettorali

#### XII legislatura
|                               | Erminio Boso ✔️ Eletto   | Polo delle Libertà     | 20 918 | 34,02 |  |  |  |  |  |
|                               | Aldo Degaudenz ✔️ Eletto | Patto per l'Italia     | 14 212 | 23,12 |  |  |  |  |  |
|                               | Carlo Spagolla           | Südtiroler Volkspartei | 13 285 | 21,61 |  |  |  |  |  |
|                               | Ottorino Bressanini      | Progressisti           | 8 833  | 14,37 |  |  |  |  |  |
|                               | Giuseppe Vendramin       | Alleanza Nazionale     | 4 232  | 6,88  |  |  |  |  |  |
| Totale                        | Totale                   | Totale                 | 61 480 | 100   |  |  |  |  |  |
|                               |                          |                        |        |       |  |  |  |  |  |
| Voti non validi               | Voti non validi          | Voti non validi        | 4 760  | 7,19  |  |  |  |  |  |
| Votanti                       | Votanti                  | Votanti                | 66 240 | 87,13 |  |  |  |  |  |
| Elettori                      | Elettori                 | Elettori               | 76 026 |       |  |  |  |  |  |
|                               |                          |                        |        |       |  |  |  |  |  |
| Data: 27-28 marzo 1994        |                          |                        |        |       |  |  |  |  |  |
| Fonte: Ministero dell'interno |                          |                        |        |       |  |  |  |  |  |

#### XIII legislatura
|                               | Renzo Gubert ✔️ Eletto  | Polo per le Libertà          | 17 599 | 29,33 |  |  |  |  |  |
|                               | Paolo Bridi             | L'Ulivo                      | 17 106 | 28,51 |  |  |  |  |  |
|                               | Erminio Boso            | Lega Nord                    | 13 522 | 22,54 |  |  |  |  |  |
|                               | Tarcisio Grandi         | L'Abete (SVP - PATT)         | 11 015 | 18,36 |  |  |  |  |  |
|                               | Tullia Giuseppina Conci | Partito della Legge Naturale | 756    | 1,26  |  |  |  |  |  |
| Totale                        | Totale                  | Totale                       | 59 998 | 100   |  |  |  |  |  |
|                               |                         |                              |        |       |  |  |  |  |  |
| Voti non validi               | Voti non validi         | Voti non validi              | 5 412  | 8,27  |  |  |  |  |  |
| Votanti                       | Votanti                 | Votanti                      | 65 410 | 83,50 |  |  |  |  |  |
| Elettori                      | Elettori                | Elettori                     | 78 339 |       |  |  |  |  |  |
|                               |                         |                              |        |       |  |  |  |  |  |
| Data: 21 aprile 1996          |                         |                              |        |       |  |  |  |  |  |
| Fonte: Ministero dell'interno |                         |                              |        |       |  |  |  |  |  |

#### XIV legislatura
|                               | Renzo Gubert ✔️ Eletto | Casa delle Libertà                   | 28 933 | 46,68 |  |  |  |  |  |
|                               | Renzo Anderle          | Südtiroler Volkspartei - L'Ulivo     | 25 336 | 40,88 |  |  |  |  |  |
|                               | Pietro Alberti         | Lista di Pietro                      | 4 075  | 6,58  |  |  |  |  |  |
|                               | Enrico Maria Massucci  | Partito della Rifondazione Comunista | 1 850  | 2,99  |  |  |  |  |  |
|                               | Alessandro Gadler      | Pannella-Bonino                      | 1 537  | 2,48  |  |  |  |  |  |
|                               | Raoul De Grossi        | Die Freiheitlichen                   | 245    | 0,40  |  |  |  |  |  |
| Totale                        | Totale                 | Totale                               | 61 976 | 100   |  |  |  |  |  |
|                               |                        |                                      |        |       |  |  |  |  |  |
| Voti non validi               | Voti non validi        | Voti non validi                      | 5 644  | 8,35  |  |  |  |  |  |
| Votanti                       | Votanti                | Votanti                              | 67 620 | 81,61 |  |  |  |  |  |
| Elettori                      | Elettori               | Elettori                             | 82 857 |       |  |  |  |  |  |
|                               |                        |                                      |        |       |  |  |  |  |  |
| Data: 13 maggio 2001          |                        |                                      |        |       |  |  |  |  |  |
| Fonte: Ministero dell'interno |                        |                                      |        |       |  |  |  |  |  |

#### XV legislatura
|                               | Giacomo Santini ✔️ Eletto | Casa delle Libertà                | 27 987 | 41,98 |  |  |  |  |  |
|                               | Giuseppe Detomas          | L'Unione - Südtiroler Volkspartei | 27 413 | 41,12 |  |  |  |  |  |
|                               | Renzo Gubert              | Unione Popolare Autonomista       | 7 327  | 10,99 |  |  |  |  |  |
|                               | Clara Mereu               | Partito Pensionati                | 2 162  | 3,24  |  |  |  |  |  |
|                               | Annarosa De Grandis       | Fiamma Tricolore                  | 1 775  | 2,66  |  |  |  |  |  |
| Totale                        | Totale                    | Totale                            | 66 664 | 100   |  |  |  |  |  |
|                               |                           |                                   |        |       |  |  |  |  |  |
| Voti non validi               | Voti non validi           | Voti non validi                   | 3 801  | 5,39  |  |  |  |  |  |
| Votanti                       | Votanti                   | Votanti                           | 70 465 | 86,44 |  |  |  |  |  |
| Elettori                      | Elettori                  | Elettori                          | 81 521 |       |  |  |  |  |  |
|                               |                           |                                   |        |       |  |  |  |  |  |
| Data: 9-10 aprile 2006        |                           |                                   |        |       |  |  |  |  |  |
| Fonte: Ministero dell'interno |                           |                                   |        |       |  |  |  |  |  |

#### XVI legislatura
|                               | Giacomo Santini ✔️ Eletto | Il Popolo della Libertà                           | 26 795 | 42,03 |  |  |  |  |  |
|                               | Sergio Muraro             | Südtiroler Volkspartei - Insieme per le Autonomie | 23 792 | 37,32 |  |  |  |  |  |
|                               | Cristina Trentini         | Unione di Centro                                  | 5 969  | 9,36  |  |  |  |  |  |
|                               | Luigi Casanova            | La Sinistra l'Arcobaleno                          | 5 089  | 7,98  |  |  |  |  |  |
|                               | Vittorio Bertolini        | La Destra - Fiamma Tricolore                      | 2 113  | 3,31  |  |  |  |  |  |
| Totale                        | Totale                    | Totale                                            | 63 758 | 100   |  |  |  |  |  |
|                               |                           |                                                   |        |       |  |  |  |  |  |
| Voti non validi               | Voti non validi           | Voti non validi                                   | 4 589  | 6,71  |  |  |  |  |  |
| Votanti                       | Votanti                   | Votanti                                           | 68 347 | 82,56 |  |  |  |  |  |
| Elettori                      | Elettori                  | Elettori                                          | 82 785 |       |  |  |  |  |  |
|                               |                           |                                                   |        |       |  |  |  |  |  |
| Data: 13-14 aprile 2008       |                           |                                                   |        |       |  |  |  |  |  |
| Fonte: Ministero dell'interno |                           |                                                   |        |       |  |  |  |  |  |

#### XVII legislatura
|                               | Giorgio Tonini ✔️ Eletto | SVP - PATT - PD - UPT               | 26 855 | 43,52 |  |  |  |  |  |
|                               | Sergio Divina ✔️ Eletto  | Il Popolo della Libertà - Lega Nord | 17 556 | 28,45 |  |  |  |  |  |
|                               | Andreas Perugini         | Movimento 5 Stelle                  | 13 202 | 21,39 |  |  |  |  |  |
|                               | Luigi Casanova           | Rivoluzione Civile                  | 1 728  | 2,80  |  |  |  |  |  |
|                               | Stefano Valle            | Fare per Fermare il Declino         | 1 447  | 2,34  |  |  |  |  |  |
|                               | Bruno Donati             | Moderati in Rivoluzione             | 921    | 1,49  |  |  |  |  |  |
| Totale                        | Totale                   | Totale                              | 61 709 | 100   |  |  |  |  |  |
|                               |                          |                                     |        |       |  |  |  |  |  |
| Voti non validi               | Voti non validi          | Voti non validi                     | 4 454  | 6,73  |  |  |  |  |  |
| Votanti                       | Votanti                  | Votanti                             | 66 163 | 77,57 |  |  |  |  |  |
| Elettori                      | Elettori                 | Elettori                            | 85 296 |       |  |  |  |  |  |
|                               |                          |                                     |        |       |  |  |  |  |  |
| Data: 24-25 febbraio 2013     |                          |                                     |        |       |  |  |  |  |  |
| Fonte: Ministero dell'interno |                          |                                     |        |       |  |  |  |  |  |